# Licence professionnelle en systèmes informatiques et logiciels
La licence professionnelle Systèmes informatiques et logiciels (ou LP SIL) est un diplôme d'État de second cycle, généralement délivrée par les IUT. La LP SIL permet à des étudiants d'être formés par des enseignants et des professionnels aux métiers du génie logiciel et de l'informatique pour les entreprises. Durant la formation, les étudiants apprennent à faire face à divers cas concrets et à conduire des projets professionnels complets.
À la suite de la réforme de 2019, la licence professionnelle Métiers de l'informatique remplace la licence professionnelle Systèmes informatiques et logiciels. Il y a moins d'options, ce qui permet d'avoir les mêmes options dans un plus grand nombre d'établissements :
- conception, développement et test de logiciels
- applications web
- administration et sécurité des systèmes et des réseaux
- systèmes d'information et gestion des bases de données
- conduite de projets

Depuis 2019, les licences professionnelles peuvent s'effectuer en un à trois ans, et sont délivrées au terme d'un parcours de 180 crédits ECTS. Elles peuvent être intégrées après un baccalauréat pour les parcours en 3 ans, ou après l'obtention de 30 à 120 ECTS, et peuvent donner lieu à la délivrance intermédiaire d'un diplôme universitaire de technologie (DUT) ou d'un Diplôme d'études universitaires scientifiques et techniques (DEUST).
En IUT, la licence professionnelle est le bachelor universitaire de technologie en métiers du multimédia et de l'Internet.

## Les différentes options
La licence professionnelle SIL est une formation proposée par plusieurs établissements en France. Une option différente est proposée suivant l'établissement qui propose la formation.
Voici une liste non exhaustive des options disponibles : 
- Bases de données, Internet et sécurité
- Génie logiciel développement d'applications pour plateformes mobiles
- Informatique embarquée
- Sécurité informatique
- Création multimédia
- Développement d'applications Systèmes Intra/Internet pour l’entreprise
- Assistant Chef de Projet Informatique
- Concepteur et Gestionnaire de Sites Internet
- Administrateur de Réseaux et de Bases de Données
- Audit et sécurité des réseaux et des systèmes d'information
- Développeur et Administrateur de Systèmes d'Information
- Administration/Maintenance de Systèmes et d'Applications Réparties
- Technologies de Projets Webs et Mobiles
- Systèmes Informatiques et Logiciels pour la Santé
- Systèmes d'Information et Services Web
- Développeur Informatique
- Conception de Solutions Décisionnelles
- Statistique et informatique pour la santé

## Programme de la licence
Le programme de cette licence professionnelle vient à varier en fonction de l'établissement et donc de l'option choisie.
Voici une liste des cours proposés pour la plupart de LP SIL en dernière année :
 Formation scientifique et humaine 
- Communication
- Droit de l'informatique, gestion de projets
- Anglais
- Algorithmique

 Formation technique 
- Systèmes et réseaux
- Génie logiciel
- Programmation orientée objet
- Projet tutoré de management

À cela viennent s'ajouter les cours de l'option.

## Conditions d'accès
Le diplôme requis est un diplôme du Baccalauréat lorsque la formation dure trois ans, mais la licence professionnelle peut aussi être intégrée après obtention de 30 à 120 crédits ECTS, c'est-à-dire après avoir validé une formation d'une durée de un semestre à deux années.
Il peut s'agir en particulier de BTS Services informatiques aux organisations, BTS Informatique et réseaux pour l'industrie et les services techniques et DUT Informatique.
La formation est également accessible dans certains établissements en alternance.

## voir aussi